# Yamaguchi Tetsuharu
Tetsuharu Yamaguchi (sinh ngày 8 tháng 9 năm 1977) là một cầu thủ bóng đá người Nhật Bản.

## Sự nghiệp câu lạc bộ
Tetsuharu Yamaguchi đã từng chơi cho Sanfrecce Hiroshima và Sagan Tosu.